# Mój agent
Mój agent – polski komediowo-obyczajowy serial telewizyjny, udostępniany na platformie VOD Player od 25 grudnia 2022 roku jako produkcja Player Original, a także emitowany od 5 marca do 21 maja 2023 na antenie TVN. Jest polską wersją francuskiego serialu Gdzie jest mój agent? kanału telewizyjnego France 2. 
Serial przedstawia pracę warszawskiej agencji aktorskiej Krantz. W każdym odcinku występują gościnnie autentyczne gwiazdy polskiego show businessu w fabularyzowanych rolach siebie samych, reprezentowanych przez agencję.

## Obsada
Źródło:

### Role główne
- Aleksandra Pisula jako Aga Lewińska, agentka pracująca w Krantz
- Ewa Szykulska jako Mira Kornacka, agentka pracująca w Krantz
- Marek Gierszał jako Marek Kreczmar, agent pracujący w Krantz
- Maciej Maciejewski jako Gabriel Piech, agent pracujący w Krantz
- Anna Cieślak jako Ewa Waszczyk, asystentka Marka
- Paulina Walendziak jako Dorota Rajkowska, córka Marka i asystentka Agi
- Dawid Ściupidro jako Julek Wysocki, asystent Gabriela
- Sylwia Achu jako Zosia Amadi, recepcjonistka w Krantz
- Marcin Kowalczyk jako Max Janowski (sezon 2), inwestor

### Występy gościnne w rolach siebie samych
Sezon 1
- Magdalena Boczarska
- Magdalena Cielecka
- Agnieszka Glińska
- Tomasz Karolak
- Michał Mikołajczak
- Daniel Olbrychski
- Marcin Perchuć
- Danuta Stenka
- Jerzy Stuhr
- Maciej Stuhr
- Grażyna Szapołowska
- Marta Żmuda Trzebiatowska

Sezon 2
- Mark Brzezinski
- Filip Chajzer
- Krystyna Janda
- Agata Kulesza
- Małgorzata Ohme
- Marian Opania
- Antoni Pawlicki
- Marcin Perchuć
- Andrzej Seweryn
- Adam Turczyk
- Agnieszka Więdłocha

### Role drugoplanowe i gościnne
Debiut w sezonie 1
- Dagmara Bąk jako Amelia Brożek, aktorka
- Sylwia Boroń jako Iza Jędrych
- Daniel Biczyk jako fryzjer Grażyny Szapołowskiej
- Piotr Czarniecki jako statysta
- Renata Dancewicz jako Krystyna Krantz, wdowa po Gustawie
- Jan Dravnel jako Piotr Czerwiński, reżyser
- Karolina Gibowska jako asystentka reżysera
- Pola Gonciarz jako recepcjonistka
- Maksymilian Hojka jako Antek Walkiewicz, reżyser
- Miron Jagniewski jako Michał
- Krzysztof Jasiński jako Gustaw Krantz, prezes Krantz
- Ewa Kaim jako Alicja Kreczmar, żona Marka
- Erika Karkuszewska jako Ilona
- Magdalena Kizinkiewicz jako trenerka jazdy konnej
- Tomira Kowalik jako klientka kwiaciarni
- Andrzej Kłak jako Bruno, reżyser
- Magdalena Kucharska jako trenerka
- Dorota Kuduk jako Ula, asystentka Agi
- Stanisław Linowski jako Kuba Wiśniewski, syn Marka
- Mikołaj Lizut jako reżyser
- Beata Łajtar jako kelnerka
- Weronika Malik jako Beata, była dziewczyna Agi
- Marta Malikowska jako reżyserka castingu
- Adam Nawojczyk jako Stefan, szef „Mediamaster”
- Monika Niemczyk jako Brygida Walczak-Adamska, scenarzystka
- Marta Ojrzyńska jako Lena, dziennikarka
- Norbert Rakowski jako Adam Maj, producent
- Sonia Roszczuk jako aktorka
- Marek Sawicki jako Emil, aktor
- Grzegorz Sikora jako Kazimierz Nowak, komisarz skarbowy
- Natalia Sikora jako Zuzanna, producentka
- Piotr Siwkiewicz jako dyrektor fundacji
- Szymon Szcześniak jako fotograf
- Edyta Torhan jako Bożena Rajkowska, matka Doroty
- Anna Wicka jako Anna Maria, dziewczyna Agi
- Diana Zamoyska jako aktorka

Debiut w sezonie 2
- Anna Maria Buczek jako egzaminatorka
- Tomasz Budyta jako burmistrz Siedlec
- Dorota Chamczyk jako Anna Antowska, producentka
- Krzysztof Dracz jako Janusz Rymarz
- Magdalena Duszak jako Gabi Chojnacka
- Konrad Eleryk jako Lis, ochroniarz Agaty Kuleszy
- Mariusz Gagatek jako Wiesiek, kierowca Maxa
- Matylda Giegżno jako dziewczyna Agi
- Jules Jones jako Anna Rogers, aktorka
- Antoni Gogółka jako Leon Janowski, syn Maxa
- Adam Graczyk jako mężczyzna na imprezie
- Błażej Hrapkowicz jako dziennikarz
- Marcin Hycnar jako Borys Warecki, reżyser
- Kinga Ilgner jako klientka Bożeny
- Edyta Januszewska jako klientka Bożeny
- Ilona Janyst jako klientka w ciąży
- Paweł Janyst jako klient
- Kamila Kisała jako Viola
- Sandra Korzeniak jako Beata Ferens-Johnson, dyrektorka festiwalu w Gdyni
- Adam Krawczuk jako pan od ubezpieczeń
- Jacek Łuczak jako Bolesław Pyta, ojciec Agi
- Monika Mariotti jako dziennikarka
- Aleksandra Mirecka jako Malwina Zaremba
- Krystian Modzelewski jako prawnik
- Jakub Nosiadek jako policjant
- Adam Organista jako monter internetu
- Magdalena Osińska jako Wanda
- Tomasz Ossoliński jako projektant mody
- Anna Paliga jako Bożena Sokół, agentka nieruchomości
- Agnieszka Przepiórska jako lekarka
- Ewelina Starejki jako matka Agi
- Przemysław Stippa jako reżyser
- Adam Szyszkowski jako policjant
- Kamila Urzędowska jako modelka
- Jakub Wieczorek jako urzędnik
- Ludmiła Witkowska jako pokojówka
- Barbara Wysocka jako Magda Kos, reżyserka
- Krzysztof Zalewski jako Ksawery Lipski, reżyser
- Ewa Złotowska jako starsza pani

## Lista odcinków

### Przegląd sezonów
| Sezon | Odcinki | Premiera (Player) | Premiera (Player) | Premiera (Player) | Emisja telewizyjna (TVN) | Emisja telewizyjna (TVN) | Emisja telewizyjna (TVN) | Emisja telewizyjna (TVN) | Emisja telewizyjna (TVN) |
| Sezon | Odcinki | Sezon telewizyjny | Pierwszy odcinek  | Ostatni odcinek   | Sezon telewizyjny        | Pierwszy odcinek         | Ostatni odcinek          | Pora emisji              | Średnia oglądalność      |
| ----- | ------- | ----------------- | ----------------- | ----------------- | ------------------------ | ------------------------ | ------------------------ | ------------------------ | ------------------------ |
| 1     | 6       | zima 2023         | 25 grudnia 2022   | 22 stycznia 2023  | wiosna 2023              | 5 marca 2023             | 9 kwietnia 2023          | niedziela 21:35          | 474 tys. (VOSDAL)        |
| 2     | 6       | zima 2023         | 29 stycznia 2023  | 5 marca 2023      | wiosna 2023              | 16 kwietnia 2023         | 21 maja 2023             | niedziela 21:35          | 474 tys. (VOSDAL)        |

### Sezon 1
| Nr | Odcinek | Tytuł     | Data premiery (Player) | Data emisji telewizyjnej (TVN) | Goście specjalni                     |
| --- | ------- | --------- | ---------------------- | ------------------------------ | ------------------------------------ |
| 1 | 1       | Odcinek 1 | 25 grudnia 2022        | 5 marca 2023                   | Magdalena Cielecka                   |
| Dorota zatrudnia się w Krantz jako asystentka Agi. Gabriel usiłuje zdobyć dla Magdaleny Cieleckiej rolę w filmie Quentina Tarantino. Gdy jego starania przynoszą klęskę, sprawę przejmuje Marek.                                                   |         |           |                        |                                |                                      |
| 2 | 2       | Odcinek 2 | 25 grudnia 2022        | 12 marca 2023                  | Danuta Stenka i Grażyna Szapołowska  |
| Po śmierci Gustawa, prezesa Krantz, Marek planuje kupić jego udziały w agencji. Gdy Danuta Stenka rezygnuje z roli trzy tygodnie przed rozpoczęciem zdjęć, Gabriel postanawia wykorzystać okazję i namówić do zastąpienia jej Grażynę Szapołowską. |         |           |                        |                                |                                      |
| 3 | 3       | Odcinek 3 | 1 stycznia 2023        | 19 marca 2023                  | Maciej Stuhr i Jerzy Stuhr           |
| Maciej i Jerzy Stuhr reagują niechętnie na propozycję wspólnego występu w filmie. Tymczasem w Krantz odbywa się kontrola z urzędu. |         |           |                        |                                |                                      |
| 4 | 4       | Odcinek 4 | 8 stycznia 2023        | 26 marca 2023                  | Marta Żmuda Trzebiatowska            |
| W związku z problemami z urzędem skarbowym przebywająca na urlopie macierzyńskim Marta Żmuda Trzebiatowska decyduje się przyjąć rolę striptizerki-ekolożki, którą wcześniej otrzymała inna aktorka.                                                |         |           |                        |                                |                                      |
| 5 | 5       | Odcinek 5 | 15 stycznia 2023       | 2 kwietnia 2023                | Magdalena Boczarska i Tomasz Karolak |
| Zwaśnieni Magdalena Boczarska i Tomasz Karolak mają zagrać wspólnie parę kochanków w produkcji kostiumowej. Tymczasem Marek wyjawia swojej rodzinie prawdę o ukrywanej córce, Dorocie.                                                             |         |           |                        |                                |                                      |
| 6 | 6       | Odcinek 6 | 22 stycznia 2023       | 9 kwietnia 2023                | Daniel Olbrychski                    |
| Cierpiący na hydrofobię Daniel Olbrychski odmawia reżyserowi udziału w scenie, w której ma wskoczyć do basenu. Marek rezygnuje z odkupienia udziałów w agencji Krantz.                                                                             |         |           |                        |                                |                                      |

### Sezon 2
| Nr | Odcinek | Tytuł      | Data premiery (Player) | Data emisji telewizyjnej (TVN) | Goście specjalni                      |
| --- | ------- | ---------- | ---------------------- | ------------------------------ | ------------------------------------- |
| 7 | 1       | Odcinek 7  | 29 stycznia 2023       | 16 kwietnia 2023               | Agnieszka Więdłocha i Antoni Pawlicki |
| Konflikt między Agnieszką Więdłochą i Antonim Pawlickim powoduje problemy wizerunkowe filmu, w którym grają główne role. Aga proponuje dawnemu koledze, Maxowi, odkupienie udziałów w agencji Krantz. |         |            |                        |                                |                                       |
| 8 | 2       | Odcinek 8  | 5 lutego 2023          | 23 kwietnia 2023               | Andrzej Seweryn                       |
| Max zostaje większościowym udziałowcem w Krantz i obiecuje agentom premię w zamian za przekonanie Andrzeja Seweryna, by dołączył do agencji.                                                          |         |            |                        |                                |                                       |
| 9 | 3       | Odcinek 9  | 12 lutego 2023         | 30 kwietnia 2023               | Adam Turczyk                          |
| Gabriel pomaga swojemu klientowi, Adamowi Turczykowi, zdać egzamin na prawo jazdy przed zdjęciami do nowego filmu, a także usiłuje zdobyć dla Zosi rolę w filmie.                                     |         |            |                        |                                |                                       |
| 10 | 4       | Odcinek 10 | 19 lutego 2023         | 7 maja 2023                    | Krystyna Janda                        |
| Krystyna Janda chce wystąpić w nowym filmie reżysera Borysa Wareckiego, który jest niesłusznie przekonany, że aktorka przed laty odrzuciła propozycję udziału w jego produkcji i go upokorzyła.       |         |            |                        |                                |                                       |
| 11 | 5       | Odcinek 11 | 26 lutego 2023         | 14 maja 2023                   | Marian Opania                         |
| Po przebytym udarze Marian Opania zmaga się na planie nowego filmu z problemami z pamięcią. Gabriel usiłuje powstrzymać produkcję filmu z Zosią.                                                      |         |            |                        |                                |                                       |
| 12 | 6       | Odcinek 12 | 5 marca 2023           | 21 maja 2023                   | Agata Kulesza                         |
| Pracownicy agencji udają się na Festiwal Polskich Filmów Fabularnych w Gdyni. Aga pomaga Agacie Kuleszy w przygotowaniach do prowadzenia festiwalowej gali.                                           |         |            |                        |                                |                                       |

## Produkcja
9 maja 2022 portal Wirtualnemedia.pl doniósł, że w kwietniu 2022 wystartowały zdjęcia do serialu oryginalnego serwisu Player na licencji francuskiego Gdzie jest mój agent? i że zostaną wyprodukowane równocześnie dwa sezony po sześć odcinków. 29 listopada 2022 kanał telewizyjny TVN (do którego należy Player) poinformował, że serial zadebiutuje 25 grudnia 2022 i zdradził listę gości specjalnych pierwszego sezonu. 7 stycznia 2023 TVN zapowiedział, że drugi sezon będzie udostępniany od 29 stycznia 2023 (tydzień po zakończeniu pierwszego) i opublikował listę jego gości.